# 航空機用原子炉実験

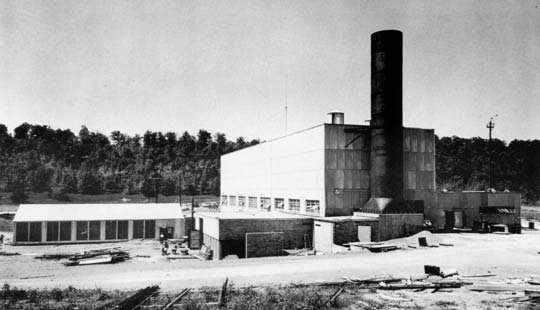
ORNLに建設された航空機用原子炉試験施設

航空機用原子炉実験（こうくうきようげんしろじっけん、英: Aircraft Reactor Experiment, ARE）とは2.5 MW出力の原子力爆撃機に搭載し得る出力密度原子炉の実験である。
先行して熱交換式原子炉実験 Heat Transfer Reactor Experimentとして以下の3台が製造された。すなわちHTRE-l、HTRE-2とHTRE-3である。フッ化ナトリウム溶融塩-四フッ化ジルコニウム-四フッ化ウラン (53-41-6 mol%) が核燃料として使用され、減速材として酸化ベリリウム (BeO)、冷却材として溶融ナトリウムが使用され、最大温度は860 ℃に達し、1954年、1000hr サイクル運転された。 最初の溶融塩原子炉だった。原子力爆撃機は実用化に至らず、大陸間弾道ミサイルの配備により計画は中止された。エンジンの設計は現在でもEBR-I記念建造物に見ることができる。

## 関連
- プルート計画
- Huemul計画（英語版）
- ジョージア原子力航空機研究所
- 原子力
- 原子炉
- 核燃料